# Kodungalluramma
Pour plus de détails, voir Fiche technique et Distribution.
Kodungalluramma est un film indien datant de 1968. Il a été réalisé par Kunchacko.

## Distribution
- Jose Prakash : Cholarajavu